# Jakob Venedey

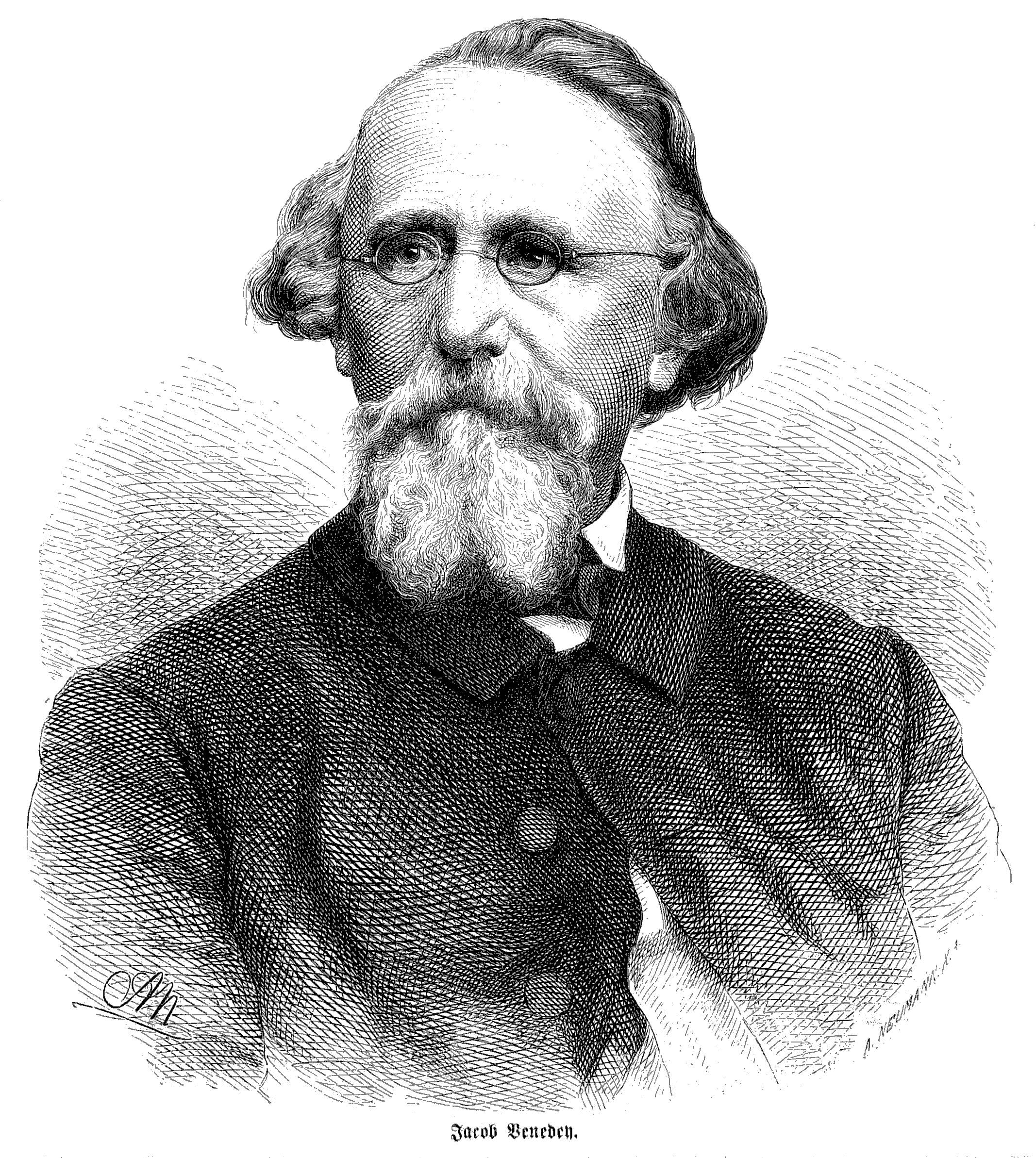
Jakob Venedey en 1871

Jakob Venedey (Colonia, 24 de mayo de 1805 – Badenweiler, 9 de febrero de 1871) fue un publicista y un político radical alemán. Dirigente de la Liga de los Proscritos, mostró una gran preocupación por la cuestión social aunque no puede considerársele un socialista.

## Biografía
Fue profesor de la Universidad de Heidelberg y durante su exilio en París participó en la fundación en 1834 de la Liga de los Proscritos de la que se convirtió en uno de sus dirigentes, junto con Theodor Schuster. Dirigió la revista mensual de la Liga Der Geächtete (El Proscrito) hasta que fue expulsado de París en 1835, siendo sustituido por el tipógrafo alsaciano Éduard Rauch, aunque pudo volver un año después gracias a las gestiones realizadas por tres personalidades literarias y científicas, Heinrich Heine, Jules Michelet y François Arago.
En las páginas de la revista mantuvo una dura polémica con Schuster a propósito de la definición ideológica de la revolución que debía «asegurar la salvación de Alemania, la felicidad de los honrados alemanes». Venedey afirmaba que lo fundamental era «derribar la tiranía, el dominio de la injusticia, derrotar la bestia que se alimenta de carne y de sangre» y que «sólo después llegará el tiempo de construir, un tiempo en el que no faltarán expertos en la construcción», mientras que Schuster creía necesario determinar previamente los supuestos ideológicos de la revolución que, según él, no debía limitarse a la proclamación de la «república democrática» sino que aspiraba a la transformación social y que, por tanto, tenía que ser protagonizada por los trabajadores.